# Lasioglossum admirandum
Lasioglossum admirandum är en biart som först beskrevs av Sandhouse 1924. Den ingår i släktet smalbin och familjen vägbin. Inga underarter finns listade i Catalogue of Life. Arten förekommer i norra till nordöstra USA, och södra till sydöstra Kanada.

## Beskrivning
Huvudet och mellankroppen är blå till blågröna. Munskölden är mörkbrun på den övre halvan och med en yttre, gul kant hos hanen, medan överläppen (labrum) och käkarna är gula hos hanen, de senare även med röda spetsar. Antennerna är mörkbruna med undersidan på de yttre delarna rödbrun. Benen är bruna, med rödbruna fötter på de fyra bakre benen hos honan, gula fötter på alla sex benen hos hanen. Vingarna är halvgenomskinliga med blekbruna ribbor och blekgult till brungult vingfäste. Bakkroppen är brun med genomskinligt brungula bakkanter. Behåringen är vitaktig och tämligen gles; hanen kan dock ha något kraftigare behåring i ansiktet under ögonen. Som de flesta smalbin är arten liten; honan har en kroppslängd på 5 till 6,5 mm och en framvingelängd på 4 till 4,5 mm; motsvarande mått hos hanen är 5 till 6,1 mm för kroppslängden och 3,5 till 3,9 mm för framvingelängden.

## Utbredning
Utbredningsområdet sträcker sig från New Hampshire och New York i USA över Ontario, Manitoba och Saskatchewan i Kanada söderöver från Maryland i sydöst till Iowa och South Dakota i sydväst. Den har även påträffats i Georgia och Florida. Arten är vanlig i Kanada, ovanligare i USA.

## Ekologi
Lasioglossum admirandum är ett eusocialt bi, det bildar samhällen där de parningsdugliga honorna, drottningarna, övervintrar som vuxna. Boet grävs ut i marken. Arten är oligolektisk, den flyger till blommande växter från många olika familjer, som sumakväxter, flockblommiga växter, oleanderväxter, korgblommiga växter, korsblommiga växter, kransblommiga växter, kaprifolväxter, nejlikväxter, clusiaväxter, ljungväxter, ärtväxter, hortensiaväxter, irisväxter, pionväxter, grobladsväxter, slideväxter, portlakväxter, brakvedsväxter, rosväxter, videväxter och Symplocaceae (en familj i ljungordningen).
Biet förekommer bland annat i jordbrukslandskap, på odlad mark och ängar. Det har ekonomisk betydelse som pollinator av många jordbruksväxter, inte minst odlade tranbär.